# فنزويلا المستعمرة
وصلت البعثات الإسبانية، بقيادة كل من كريستوفر كولومبوس وألونسو دي أوخيدا، إلى ساحل المنطقة التي تعرف اليوم باسم فنزويلا في عامي 1498 و1499، وتمثلت أولى الممارسات الاستعمارية لتلك المنطقة باستغلال محار اللؤلؤ في «جزر اللؤلؤ» الواقعة قبالة الساحل الشمالي الشرقي لفنزويلا. أسست إسبانيا أول مستعمرة دائمة لها في أمريكا الجنوبية في مدينة كومانا، وأصبحت مدينة كاراكاس، في عام 1577 عاصمة محافظة فنزويلا التابعة للإمبراطورية الإسبانية. أقامت ألمانيا في تلك الفترة أيضًا مستعمرة لها في منطقة كلاين فينيدينغ.
اعتمد الاقتصاد الاستعماري في القرنين السادس عشر والسابع عشر بشكلٍ أساسي على تعدين الذهب وتربية الماشية. استغل عددٌ صغير نسبيًا من المستعمرين السكان الأصليين لفنزويلا في العمل بالزراعة، واستعبدوا آخرين، كما استغل بعضهم الأفارقة وأجبروهم على العمل بالمناجم. لم يتزامن حكم المملكة الإسبانية للأراضي الفنزويلية مع حكم نواب الملك الإسباني للعواصم البعيدة في كل من إسبانيا الجديدة والبيرو.
خلال القرن الثامن عشر، انتشرت مزارع الكاكاو على طول الساحل الفنزويلي، وعمل المستعمرون الإسبان على استيراد المزيد من العبيد الأفارقة لاستغلالهم في العمل بهذه المزارع. مع الزمن، أصبحت حبوب الكاكاو أهم صادارات فنزويلا، واحتكرت تجارتها شركة غيبوزكون الملكية في كراكاس. في تلك الفترة، هاجر معظم السكان الأصليين، ممن تمكنوا من البقاء على قيد الحياة، إلى الجنوب حيث نشط الرهبان الإسبان. تزايد النشاط الفكري عند النخبة من أفراد شعوب الكريول البيضاء بشكل مطرد، وتجمع مفكروها في جامعة كاراكاس. أُضيفت مقاطعة فنزويلا إلى مقاطعات غرناطة الجديدة المتحدة التابعة للتاج الإسباني عام 1717، وأُنشئت، في عام 1777، مملكة فنزويلا، التي تعرف أيضًا باسم رئاسة فنزويلا العامة.
بدأ الفنزويليون نضالهم من أجل تحقيق الاستقلال في عام 1810، وكانت إسبانيا حينها منخرطة في حرب الاستقلال الإسبانية. تبعت حربُ الاستقلال الفنزويلية حرب الاستقلال الإسبانية. استقلت جمهورية كولومبيا الكبرى عن إسبانيا في عام 1821، وترأس سيمون بوليفار الجمهورية الجديدة التي انفصلت عنها فنزويلا في عام 1830.

## استكشاف
في عام 1498 أبحر كريستوفر كولومبوس بمحاذاة الساحل الشرقي لفنزويلا في رحلته الاستكشافية الثالثة والتي كانت الوحيدة من بين رحلاته الأربعة التي وصل فيها إلى البر الرئيسي لأمريكا الجنوبية. تمكن مستكشفو هذه البعثة «جزر اللؤلؤ» التابعة لجزر كوباجوا ومارغريتا قبالة الساحل الشمالي الشرقي لفنزويلا. أرسلت إسبانيا في وقت لاحق عدة رحلات استكشافية إلى الجزر المكتشفة حديثًا بهدف استخراج محار اللؤلؤ المنتشر بكثرة في تلك المنطقة. استعبدت إسبانيا لهذا الغرض أعدادًا كبيرة من السكان الأصليين وأجبرتهم على الحصاد. أصبح بيع اللؤلؤ، بين عامي 1508 و1531، واحدًا من أهم الموارد المالية للإمبراطورية الإسبانية الناشئة، وتبع ذلك انهيار في ثروة محار اللؤلؤ التي تميزت بها جزر اللؤلؤ، وتراجع حاد في أعداد السكان الأصليين لتلك الجزر.
أطلقت الحملة الإسبانية، بقيادة ألونسو دي أوخيدا، التي أبحرت على طول الساحل الشمالي لأمريكا الجنوبية في عام 1499، اسم فنزويلا (الذي يعني «البندقية الصغيرة» باللغة الإسبانية) على منطقة خليج فنزويلا، وذلك بسبب تشابه المنطقة، حسب بحاري الحملة، مع مدينة البندقية الإيطالية.